# 2010년 전국장애인체육대회
제30회 전국장애인체육대회는 2010년 9월 6일부터 9월 10일까지 대한민국 대전광역시에서 열렸다.

## 개요
- 대회명칭 : 제30회 전국장애인체육대회
- 개최기간 : 2010년 9월 6일 ~ 2010년 9월 10일
- 개최지 : 대전광역시
- 구호 : 다함께, 굳세게, 끝까지
- 참가인원 : 6,747 (선수 4,825명 / 임원 1,922명)
- 종별 : 절단 및 기타장애, 시각장애, 지적장애, 청각장애, 뇌성마비
- 마스코트 : 한꿈이와 소망이

## 종목

### 정식종목
| - 양궁 - 육상 - 배드민턴 - 보치아 - 사이클 - 휠체어펜싱 - 골볼 - 론볼 - 역도 - 유도 - 사격 - 축구 - 수영 | - 탁구 - 배구 - 농구 - 휠체어테니스 - 휠체어럭비 - 볼링 - 조정 - 댄스스포츠 - 파크골프 - 요트 - 당구 |

## 경기장
| 종목         | 소재지           | 경기장                      | 종별                                | 세부종목  | 비고 |
| ------------ | ---------------- | --------------------------- | ----------------------------------- | --------- | ---- |
| 골볼         | 유성구           | 중일고등학교 체육관         | 시각장애                            |           |      |
| 농구         | 중구             | 충무체육관                  | 휠체어                              |           |      |
| 농구         | 중구             | 대전고등학교 체육관         | 지적장애                            |           |      |
| 당구         | 서구             | 정부대전청사 체육관         | 지체장애/청각장애                   |           |      |
| 댄스스포츠   | 서구             | 도솔다목적체육관            | 지체장애/청각장애                   |           |      |
| 론볼         | 중구             | 목달동 론볼경기장           | 지체장애/뇌성마비                   |           |      |
| 휠체어럭비   | 대덕구           | 대덕문화체육관              | 지체장애                            |           |      |
| 배구         | 유성구           | 충남대학교 체육관           | 지체장애                            |           |      |
| 배드민턴     | 동구             | 대전대학교 맥센터           | 지체장애/지적장애/청각장애/뇌성마비 |           |      |
| 보치아       | 양산시           | 양산실내체육관              | 지체장애/뇌성마비                   |           |      |
| 볼링         | 유성구           | 월드컵볼링경기장            | 전종별                              |           |      |
| 볼링         | 서구             | 갈마그랜드볼링장            | 전종별                              |           |      |
| 사격         | 청원군(충청북도) | 청원종합사격장              | 지체장애                            |           |      |
| 사이클       | 서구             | 월평사이클장                | 전종별                              | 트랙      |      |
| 사이클       | 유성구           | 월드컵경기장 주변           | 전종별                              | 도로      |      |
| 수영         | 동구             | 용운국제수영장              | 전종별                              |           |      |
| 양궁         | 유성구           | 충남대학교 운동장           | 지체장애                            |           |      |
| 역도         | 동구             | 한밭중학교 체육관           | 전종별                              |           |      |
| 요트         | 보령시(충청남도) | 보령요트경기장              | 지체장애                            |           |      |
| 유도         | 동구             | 동아마이스터고등학교 체육관 | 시각장애/청각장애                   |           |      |
| 육상         | 중구             | 한밭종합운동장              | 전종별                              | 트랙/필드 |      |
| 육상         | 대전광역시       | 시내일원도로                | 전종별                              | 마라톤    |      |
| 조정         | 서구             | 갑천호수공원                | 지체장애/시각장애/지적장애/뇌성마비 |           |      |
| 조정         | 유성구           | 유성생명과학고등학교 체육관 | 시각장애/지적장애                   |           |      |
| 축구         | 중구             | 사정공원축구장              | 지적장애                            |           |      |
| 축구         | 유성구           | 유성생명과학고등학교 축구장 | 지적장애                            |           |      |
| 축구         | 유성구           | 대덕연구단지축구장          | 뇌성마비                            |           |      |
| 축구         | 대덕구           | 을미기공원 축구장           | 지적장애                            |           |      |
| 축구         | 동구             | 동아마이스터고등학교 축구장 | 청각장애                            |           |      |
| 축구         | 동구             | 대전대학교 축구장           | 청각장애                            |           |      |
| 축구         | 서구             | 남선공원 풋살경기장         | 시각장애                            |           |      |
| 탁구         | 중구             | 한밭체육관                  | 지체장애/청각장애                   |           |      |
| 휠체어테니스 | 중구             | 충남대학교 문화테니스장     | 지체장애                            |           |      |
| 파크골프     | 유성구           | 갑천변 파크골프장           | 지체장애/지적장애                   |           |      |
| 휠체어펜싱   | 서구             | 목원대학교 체육관           | 지체장애                            |           |      |

## 최우수 선수상
최우수 선수상은 전국장애인체육대회 취재 기자단의 투표로 결정된다.
- 최우수 선수상(MVP) : 김지은 (부산광역시/수영) - 여자 배영 100m S8, 계영 100m 34P, 자유형 100m S7, 자유형 50m S7, 혼계영S 200m 34P 금메달 (대회 5관왕)